# Мы жили по соседству
«Мы жили по соседству» — советский художественный фильм 1982 года по сценарию Николая Лырчикова.

## Сюжет
История первой романтической любви восьмиклассников Нади и Серёжи дополняется отношениями их родителей: Дарьи — разведённой Надиной мамы (Жанна Прохоренко), и Николая — овдовевшего отца Сергея (Андрей Мартынов). Наивные и возвышенные представления о любви влюблённых школьников приобретают эгоистические нотки, когда они случайно узнают о решении их родителей жить вместе. При этом Серёжа и Надя сами ссорятся, возмущённые практичностью совместных планов родителей о «пирожках и коровах», а не мыслями и переживаниями о любви. Подростки ещё не могут понять чувства и жизненный опыт взрослых, которые устали от одиночества и бытовых трудностей. Ставя им ультиматум, Надя и Сергей заставляют родителей отказаться от своих личных планов на будущее.
Пытаясь решить проблему с отцом и этим помириться с одноклассницей, Серёжа пишет письмо своей старшей сестре, уехавшей в город и удачно вышедшей замуж, с просьбой забрать к себе отца.
Но практичная сестра неожиданно решает устроить всё по-другому. Она присылает свою странную и довольно бесцеремонную подружку-модницу Валю (Елена Проклова), которая начинает готовить Николая к сватовству с какой-то горожанкой Анной Игоревной (Вера Васильева). При этом оказывается, что и отцу и сыну предстоит переехать в город, а дом с участком превратить в дачу. В планы Серёжи и Николая это не входило, и назревает бунт…

## В ролях
- Жанна Прохоренко — Дарья, мама Нади
- Андрей Мартынов — Николай Летов, папа Сергея
- Рита Лобко — Надя
- Антон Голышев — Серёжа  Летов
- Николай Пастухов — Иван Дмитриевич
- Вера Васильева — Анна Игоревна
- Елена Проклова — Валя
- Галина Макашкина — Тоня Летова, сестра Серёжи
- Александр Адамович — Павлик, муж Тони
- Татьяна Фёдорова — Зинаида Андреевна, учительница
- Владимир Ерухимович — Семёнов

### В эпизодах
- Мария Скворцова — бабушка, встречающая внучку
- Е. Логовский
- Клавдия Козлёнкова — доярка
- Ольга Григорьева — доярка
- Татьяна Кузнецова — доярка

и жители села Страхово (Тульская область).

## Съёмочная группа
- Сценарий и постановка Николая Лырчикова
- Оператор-постановщик — Андрей Пашкевич
- Художник-постановщик — Виктор Сафронов
- Композитор — Марк Минков
- Песня на стихи Игоря Шаферана
- Звукооператор — Олег Белов
- Дирижёр оркестра — Владимир Васильев
- Режиссёр — А. Беккер
- Оператор — Н. Жолудев
- Художник по костюмам — И. Пименова
- Художник-гримёр — Т. Колосова
- Монтажёр — А. Мякотина
- Редактор — Е. Ольшанская
- Директор съёмочной группы — Владимир Макаров

## Факты
- В фильме звучит музыкальная тема из популярной в 1982 году песни Марка Минкова, в исполнении Аллы Пугачёвы «А знаешь, всё ещё будет».
- В 1982 году был записан радиоспектакль «Мы жили по соседству» режиссёра А. Соловьёва[1].
- Фильм снимали в деревне Страхово Заокского района Тульской области.